# Kontiosaari (ö i Finland, Norra Karelen, Pielisen Karjala)
Kontiosaari är en ö i Finland. Den ligger i sjön Mäntyjärvi och i kommunen Nurmes i den ekonomiska regionen  Pielinen-Karelen  och landskapet Norra Karelen, i den centrala delen av landet, 500 km nordost om huvudstaden Helsingfors. Öns area är 0,2 hektar och dess största längd är 60 meter i sydöst-nordvästlig riktning.